# Fabricius Sebestyén
Fabricius Sebestyén (Kutná Hora, 1625. május 25. – Drezda, 1681. május 10.) evangélikus lelkész.

## Élete
Kuttenbergi, csehországi származású, ahol apja Schmidt János mint vagyonos polgár élt. Iskolába szülővárosában a jezsuitákhoz járt. Apja halála után özvegy anyja titokban az evangélikus vallásra nevelte fiát. Felsőbb tanulmányait Regensburgban, Nürnbergben, Augsburgban és Ulmban hallgatta; innét Magyarországra jött és Pozsonyban értesült anyja haláláról és hogy szülői örökségét a jezsuiták lefoglalták.
Pozsonyból Bazinba ment és egy év múlva 1647-ben Illavára, ahol a földbirtokos Ostrosith és Kalinka Joachim lelkész diakónusnak avatta és papnak szentelte fel. 1649-ben Pratovicra (Trencsén megye) ment lelkésznek. 1651-ben báró Ostrosith Mátyásné udvari papja lett; miután a katolikus papok sok kellemetlenséget okoztak neki, Atrakra (Nyitra megye) ment lelkésznek; miután az üldözések, nyomor és betegség kilenc év múlva onnan is elűzték, hivatal nélkül bolyongott és Vácnál a törökök elfogták. Két évi fogság után, 1664-ben Besztercebányára és azután Lőcsére került, ahol akkor pestis volt a településen, amelybe négy nap alatt három gyermeke belehalt. Lőcsén néhány évig lelkészkedett. Onnan Szepesolasziba ment lelkésznek, ahol 16 hétig maradt; azután Ladnán, Kassa mellett volt lelkész, ahol négy évig békességben élt. 1672-ben Kolozsvári István katolikus pap onnan is elűzte és a magyar száműzött lelkészekkel Lausnitzba, Szászországba költözött. Egy ideig Zittauban tartózkodott és Drezdában halt meg.

## Munkái
Spina pungens seu descriptio vitae eius adflictissimae. Drezda, 1679. (Németül irta le ebben viszontagságos életét.)